# Micaelamys granti
Micaelamys granti is een knaagdier uit het geslacht Micaelamys dat voorkomt in het fynbos en de Karoo van Zuid-Afrika. Deze soort is in oudere classificaties als een soort van Myomys, Rattus, Mastomys of Aethomys geplaatst, maar wordt nu beschouwd als een van de twee soorten van het geslacht Micaelamys, naast M. namaquensis. De grootte van dit dier varieert geografisch: in het noorden zijn ze groter dan in het zuidwesten. De rug is grijsbruin, de onderkant lichtgrijs. De staart is relatief korter dan bij M. namaquensis. De totale lengte bedraagt 21 cm.